# 60's Beat Italiano Vol. 1
60's Beat Italiano Vol. 1 è una compilation statunitense di brani garage italiani registrati negli anni sessanta.

## Descrizione
Pubblicata nel 1989 su LP in edizione limitata (1 100 copie) dall'etichetta Direct Hits Records, è stata ristampata su CD nel 1997 dall'etichetta Get Hip Records.
La copertina ritrae I Chewing Gum, presenti nella compilation con entrambi i lati del loro unico singolo ("Senti questa chitarra" / "Tu sei al buio").
Il libretto contiene accurate note su ogni gruppo o interprete, presentando spesso il maggior numero di informazioni reperibili.

## Tracce
1. Crudele – I Bisonti
2. Senti questa chitarra – I Chewing Gum
3. La fine verrà – The Red Roosters
4. Distruggimi – Noi Tre
5. Un ragazzo di strada – Gli Evangelisti
6. Sensazioni – Gli Evangelisti
7. Il tuo ricordo – Le Anime
8. Fino a ieri – Hugu Tugu
9. Nightbirds – The Night Birds
10. Balbettando – I Cinque Monelli
11. Non sei sincera[1] – I Jaguars
12. Lei per la vita – I Condors
13. Dusu amigusu – I Barrittas
14. La quindicesima frustata – New Dada
15. Bambina sola – I Profeti
16. Ricordami – The Ranger Sound
17. Un tipo per te – I Ragazzi dai Capelli Verdi
18. Atto di forza n° 10 – I Ragazzi del Sole
19. Bloodhound – La Setta
20. Our little rendezvous – La Setta
21. Tu sei al buio – I Chewing Gum
22. Le insegne pubblicitarie – I Fantom's
23. Che vita è questa qua – Nico
24. Richard Cory – The Nightbirds
25. Ragazza notte – I Ragazzi dai Capelli Verdi
26. Non uccidere – I Barrittas

- Tracce 19 - 26 solo nell'edizione su CD
- Tracce 4, 5, 6, 19 e 20 inedite